# Aerangis punctata
Aerangis punctata es una orquídea epífita originaria de África.

## Distribución y hábitat
Se encuentra  en la parte oriental de Madagascar en la región montañosa central, así como en arbustos y árboles en los bosques, en alturas desde 900 a 1500 m s. n. m.

## Descripción
Es una planta mínima de tamaño que prefiere clima caliente a fresco, es epífita, con hasta 3 flores gigantes de 10 cm de largo. Las raíces son de color gris-verdoso, aplanadas, verrugosas  y tiene las hojas de color verde grisáceo, manchadas de plata, elípticas o alargadas, son muy bi-lobuladas en su ápice. Florece  en una corta inflorescencia con una gran flor solitaria. Produce la floración en la primavera y el verano

## Cultivo
Las plantas se cultivan mejor colgadas en cestas. Normalmente requieren de iluminación moderada y temperaturas cálidas.  Si se encuentran colgadas las raíces deben ser regadas con frecuencia.  Las plantas deben ser cultivadas en medios que estén bien drenados, como fibras de helechos (para plantas pequeñas), y varias piezas gruesas de corteza de abeto, o musgo arborescente.

## Taxonomía
Aerangis punctata fue descrita por Joyce Stewart y publicado en American Orchid Society Bulletin 55(11): 1120, pl. 1986.
Etimología
El nombre del género Aerangis procede de las palabras griegas: aer = (aire) y angos = (urna), en referencia a la forma del labelo.
punctata: epíteto latino que significa "de raíz punteada".